# Strada statale 527 Bustese
Die Strada statale 527 Bustese ist eine italienische Staatsstraße. Sie wurde nach der Stadt Busto Arsizio benannt.

## Geschichte
Die Straße wurde 1967 als Staatsstraße zwischen Monza und Oleggio gewidmet und erhielt die Nummer 527 und die Bezeichnung „Bustese“.
2001 wurde sie entwidmet und den Regionen Lombardei und Piemont übergeben. 2021 wurde sie wieder als Staatsstraße gewidmet.